# コルネット (パン)
コルネット（イタリア語: cornetto）は、イタリアのパン（菓子パン）。北イタリアではブリオッシュ（brioche）と呼ばれることもある。
日本では、「イタリア版クロワッサン」と紹介されることもある。

## 概要
クロワッサン形のパンで、コルネット（またはブリオッシュ）とカプチーノ、エスプレッソはイタリアでは、バールでの定番朝食である。
粉砂糖が振りかけられていたり、ジャム、チョコレート、リコッタ、カスタードクリーム、ピスタチオクリーム、ハチミツが入っているなど、種類は豊富にある。
フランスのクロワッサンと比較した場合は、コルネットのほうが使用されるバターの量が多い、層が少なめ、パン生地に鶏卵を使用するといった違いがある。

## 名称
名称は、「コルノ（角、corno）」から派生し、「小さな角」の意である。
コルネットとブリオッシュの違いとして、「両端が尖っていたらコルネット。丸くなっていたらブリオッシュ」とすることもある。